# Patrizia Ciofi
Patrizia Ciofi (* 7. Juni 1967 in Casole d’Elsa) ist eine italienische lyrische Koloratursopranistin. Der Schwerpunkt ihres Repertoires reicht vom Spätbarock (Vivaldi, Händel) über die Opern Mozarts bis zum italienischen Belcanto von Donizetti, Bellini, Rossini und Verdi. 

## Biographie
Patrizia Ciofi studierte bei Anastasia Tomasewska-Schepis an der Accademia Chigiana in Siena und am Istituto Musicale Pietro Mascagni in Livorno. Daneben besuchte sie Meisterkurse bei Shirley Verrett, Carlo Bergonzi, Alberto Zedda, und Giorgio Gualerzi. Sie ist Preisträgerin verschiedener Wettbewerbe.
Ihr Debüt machte sie in Gino Negris Giovanni Sebastiano am Teatro Comunale in Florenz. Es folgten Auftritte als Donna Anna in Mozarts Don Giovanni an verschiedenen italienischen und ausländischen Bühnen, und von 1991 bis 1993 ein Engagement am Teatro Verdi in Pisa in verschiedenen Verdi-Opern.
1996 sang Patrizia Ciofi in Savona zum ersten Mal ihre Paraderolle der Lucia in Donizettis Lucia di Lammermoor, die sie 1998 in der französischen Originalversion für Dynamics aufnahm. Ihr Debüt an der Scala hatte sie 1997 als Violetta in La traviata unter Riccardo Muti; am gleichen Haus trat sie außerdem in Donizettis L’elisir d’amore auf (1997 und 2001).
Seither sang sie an den meisten Opernhäusern Italiens, beim Maggio Musicale in Florenz, beim Rossini Festival in Pesaro und beim Festival von Martina Franca. Sie hatte Auftritte an vielen internationalen Bühnen, wie der Opéra Bastille in Paris, dem Royal Opera House Covent Garden in London, in Berlin, Amsterdam, Bilbao, Madrid und Chicago (2003). Ciofis Debüt an der Wiener Staatsoper erfolgte 2008, als Amina in Vincenzo Bellinis La sonnambula.
Zu Ciofis Partien gehören neben Donizettis Lucia di Lammermoor in der italienischen und in der französischen Originalversion (von 1839), Adina in Donizettis L’elisir d’amore und Norina in Don Pasquale, Marie in La fille du régiment, sowie die Titelrollen in Maria Stuarda und Pia de’ Tolomei; außerdem die Hauptrollen in Opern von Bellini (Amina in La sonnambula, Giulietta in I Capuleti e i Montecchi, La straniera, Elvira in I puritani), von Rossini (Amenaide in Tancredi, Desdemona in Otello, die Titelrolle in Zelmira), von Verdi (Violetta in La traviata, Gilda in Rigoletto), und von Mozart (Susanna in Le nozze di Figaro, Donna Anna in Don Giovanni, Elettra in Idomeneo). Sie sang auch in Opern von Puccini (Mimi in La Bohème) und Massenet (Manon).
Im Dezember 2012 sprang sie kurzfristig für Jennifer Rowley ein als Isabelle in Giacomo Meyerbeers selten gespielter Oper Robert le diable am Royal Opera House, London. Im Oktober und November 2017 sang Patrizia Ciofi an der Opéra Royal de Wallonie in Liège (Lüttich) die Titelpartie in Bellinis Norma.
Sie hat viele CD-Aufnahmen gemacht, unter denen einige seltener Werke von Vivaldi, Domenico Scarlatti, Händel, Traetta, Piccinni, Donizetti, Bellini, Meyerbeer u. a.

## Auszeichnungen
- 1997: Premio Bacco dei Borbone, Festival della Valle d’Itria

## Diskographie (Auswahl)
- La sonnambula von Vincenzo Bellini (1995), Nuova Era
- Médée von Luigi Cherubini (1996 / 2008), Nuova Era (Dircé)
- L’americano von Niccolò Piccinni (1996), Dynamic
- Lucie de Lammermoor von Gaetano Donizetti (1998), Dynamic
- Il re und Mese mariano von Umberto Giordano (1999), Dynamic
- Ippolito ed Aricia von Tommaso Traetta (2000), mit Angelo Manzotti (Hippolytus) u. a., Orchestra Internazionale d’Italia, Bratislava Chamber Choir, David Golub; Dynamic
- Lucie de Lammermoor von Gaetano Donizetti (2002), TDK DVD
- Lettere amorose, Kantaten und Duette von Domenico Scarlatti (2003), mit Anna Bonitatibus und Il Complesso Barocco, Alan Curtis, Virgin Classics
- Die Entführung aus dem Serail von Wolfgang Amadeus Mozart (2003), TDK DVD
- Benvenuto Cellini von Hector Berlioz (2004), Virgin Classics
- Amor e gelosia, Opernduette von Georg Friedrich Händel (2004), mit Joyce DiDonato, Il Complesso Barocco, Alan Curtis, Veritas
- Le nozze di Figaro von Wolfgang Amadeus Mozart (2004) Harmonia Mundi
- Bajazet von Antonio Vivaldi (2005), mit Vivica Genaux, David Daniels u. a., Europa Galante, Fabio Biondi, Virgin Classics
- Radamisto von Händel (2005), mit Joyce DiDonato, Dominique Labelle u. a., Il Complesso Barocco, Alan Curtis, Virgin Classics
- Pia de’ Tolomei von Gaetano Donizetti (2005), Video Live Aufnahme auf DVD, Dynamic
- Chérubin von Jules Massenet (2006), Video Live Aufnahme auf DVD, Dynamic
- Il crociato in Egitto von Giacomo Meyerbeer (2007), Teatro La Fenice Orchestra, Emmanuel Villaume, Video Live Aufnahme auf DVD, Dynamic
- La straniera von Vincenzo Bellini (2008), London Philharmonic Orchestra, David Parry, Opera Rara
- Ercole sul Termodonte von Antonio Vivaldi (2010), mit Rolando Villazón, Romina Basso, Joyce DiDonato, Vivica Genaux, Diana Damrau, Philippe Jaroussky, Europa Galante, Fabio Biondi, Virgin Classics / Erato
- Robert le diable von Giacomo Meyerbeer (2012), Live, Brilliant Classics
- Les pêcheurs de perles von Georges Bizet (2012), mit Dmitry Korchak (Nadir) u. a., Teatro San Carlo, Gabriele Ferro, Live, DVD, Unitel / CMajor.
- Dinorah von Giacomo Meyerbeer (2014), Orchester der Deutschen Oper Berlin, Enrique Mazzola, Live Konzertmitschnitt, cpo